# Tonino (romanzo)
Tonino è un romanzo dello scrittore francese Henri Bosco pubblicato per la prima volta nel 1952.

## Trama
Ambientato nella campagna avignonese, Tonino è costituito come un libro di ricordi in cui il narratore racconta i suoi otto anni. Si descrive come un bambino magro, alto e olivastro, dalla salute cagionevole e dall'acuta sensibilità. I genitori, costretti ad allontanarsi frequentemente per motivi lavorativi, lo affidano spesso in custodia, dietro un piccolo compenso, a coppie della zona: sfilano così nel
libro una serie di personaggi e di aneddoti: i primi ad ospitare il bambino, i Bourdifaille, scontenti della magra pigione, gli danno poco da mangiare, e lo tormentano con meschinità, finché Tonino riuscirà a vendicarsi. Affidato allora ai coniugi Bénichat, Tonino si affeziona a entrambi, ma deve imparare a fare i conti con l'alcolismo della donna, Laide, e con il carattere burbero del marito, Aristide. Le monotone giornate con i Bénichat sono movimentate però da un'oscura presenza: quella dei gobbi gemelli Cassio e Barnaba, i bottegai
presso cui Laide fa le compere, accumulando debiti. La bottega dei gobbi assume per Tonino connotati diabolici, soprattutto la botola che si apre nel pavimento, che sembra condurre, anziché a una cantina, a uno spazio indeterminato e infernale. Oltre a questi tormenti, il bimbo sente il peso della solitudine, alimentata dalla lontananza dei genitori e dall'assenza di coetanei, e si isola in un mondo immaginario abitato dalle sue infantili fantasie. Sempre più spesso si rifugia di fronte al muro che sta in fondo al vicolo, che gli permette di immaginare dall'altra parte un mondo fantastico. È proprio presso il muro che il bambino fa la conoscenza della piccola Maria, con la quale instaura un delicato rapporto di comunione di anime. Per Tonino si schiude finalmente il segreto della felicità, potendo
condividere tutta la sua ricchezza interiore. L'idillio finisce quando la zia di lei la porta via per porre termine agli incontri. A raccontare alla zia il loro segreto sono due gobbi gemelli, che confermano la loro innata malvagità. Inoltre sono due usurai malvagi, e infatti non indietreggeranno nemmeno di fronte alla morte di un prete ubriacone loro debitore per tentare di recuperare il credito.
Spaventato dalla loro cattiveria ma desideroso di vendetta, Tonino riesce a trafugare il quaderno dove sono segnati gli ingenti debiti di Laide, ma lo fa scoprire ad Aristide, che, dopo aver picchiato la moglie, esce con il bambino sotto la neve. I due sono sorpresi da una tormenta, e il bambino si ammala fino a rischiare di morire. I genitori torneranno a prenderlo, biasimando i Bénichat per la grave malattia del figlio: i due coniugi, fino ad allora così importanti, diventano un ricordo lontano. Dopo la lunga guarigione si apre un
periodo felice e sereno per Tonino, affidato all'organista Maillet e sua moglie, che abitano al di là del fantomatico muro (“Ero uscito dal mondo nero, fumoso, miserabile del vicolo, per entrare nel mondo dei fiori, degli alberi diritti, della vita sorridente e della musica”). Anche il soggiorno presso i Maillet finisce e il bimbo torna a casa accudito da zia Clarisse, che trasforma lo spazio della casa in una dimora dell'anima, dove sono nascosti indicibili segreti: “Fu lei a inventarmi il solaio, a scoprire la cantina, a ricostruire per me tutta la casa con un solo tocco di bacchetta magica” (traduz.di Jole Fia, 1955). Ma Tonino continua a cercare Maria, e crede
di poterlo fare nella mitica città di Almuradiel, al di là del ponte…

## Temi
- Infanzia: Il narratore, raccontando in prima persona il suo passato, attua un confronto continuo tra il suo modo di essere attuale e quello della sua infanzia. Non si limita a descrivere le vicende, ma analizza minuziosamente i contorti meccanismi del pensiero infantile e della memoria. Al centro di quest'analisi sta la predisposizione al sogno, all'immaginazione. Tonino riesce a ricavare dalla monotona quotidianità incredibili elementi di magia, pericolo, avventura. Per questo i ricordi del bambino assumono le caratteristiche di un racconto fantastico e fino alla fine la narrazione rimane in bilico tra il realismo e il fantasy. Come ammette lo stesso autore, Tonino non è altro che "una pena di bambino" ed il lettore deve immaginare come il protagonista elementi magici dietro alla realtà delle cose. Da sottolineare comunque i molti tratti autobiografici presenti nel testo: il paesaggio di Avignone, l'infanzia difficile, la solitudine, la lontananza dai genitori, le famiglie affidatarie, l'insonnia, la cattiva salute.
- Natura: Fondamentale nel racconto è il ruolo della natura, considerata dal protagonista "amica". In ogni momento di difficoltà Tonino si rifugia nella serenità dei prati, dei sentieri, degli alberi ombrosi, nella contemplazione delle stelle. Ed il paesaggio rappresenta sempre una sorta di specchio del suo stato d'animo e una confortante compagnia: gli animaletti, in particolare, sono visti come compagni di gioco. Il treno, che "invade" il paesaggio con i suoi strepiti, viene visto dal bambino con fascino e ripugnanza. L'unico elemento naturale visto con diffidenza è il fiume, visto come ostacolo a causa della paura dell'acqua.
- Spazio della casa: La visione fantastica si concentra in particolare sulla casa e sui suoi spazi, che sembrano dotati di un'anima: il solaio, la cantina, il giardino sembrano racchiudere segreti, forze misteriose ed incredibili tesori. Ma la predilezione per la campagna distoglie Tonino dai luoghi chiusi, a differenza di zia Clarissa, immersa in una febbrile ricerca di sotterranei, corridoi clandestini, porte murate, tesori, gallerie ignote, cripte insondabili. Mentre l'ambiente naturale guida lo sguardo verso il cielo e la beatitudine (non a caso il giardino fiorito di Maillet è come un piccolo paradiso terrestre), il domestico richiama forze sotterranee e negative. Lo stesso accade nella bottega Ai due gobbi, un'inquietante antinferno, dove i quaderni gremiti di debiti ricordano liste di peccati che portano alla dannazione.
- Visione sacra: Accanto alla visione fantastica determinata dall'infanzia, lo sguardo di Tonino fotografa la realtà alla luce di una visione religiosa, in una continua alternanza di bene e male, luce e ombra. Molto spesso nel romanzo i semplici gesti quotidiani assumono tratti di sacralità e ritualità. come le azioni dei due gobbi nella drogheria, che rappresentano una sorta di "religione al contrario", non devota a Dio ma alle forze infernali. Particolarmente interessante è l'incontro tra Tonino e Maria, che dopo essersi appena conosciuti procedono mano nella mano lungo il vicolo, avanzando in modo simile a una marcia nuziale, come a suggellare l'eternità della loro unione. La religione è presentata lungo il libro con giudizi contraddittori: Aristide Bénichat, dedito alle bestemmie, denuncia al bimbo l'ipocrisia della Chiesa, aspetto confermato dalla cattiva condotta dell'abate Florèau, ma in Tonino rimane molto forte la devozione, che accresce nel periodo passato col signor Maillet, che lo porta con sé a suonare l'organo durante le celebrazioni. All'interno della chiesa Tonino subisce il fascino del rito religioso, della cultura dell'abate Salvatore, della bontà del deforme Attanasio.
- Iniziazione: Al centro del romanzo avviene per Tonino un più o meno voluto rito di iniziazione. Il signor Bènichat, la notte di Natale, lo conduce attraverso la neve da un collega ferroviere, e al ritorno i due incorrono in una violenta tormenta. Da questa incosciente avventura sovviene per il ragazzino una grave malattia che lo costringe a letto per un lungo e doloroso periodo. Di fatto la guarigione rappresenta per Tonino una rinascita, una maturazione: crescono in lui il coraggio e la determinazione, necessari ad andare oltre al suo mondo fatto di sogni e fantasmi e partire alla ricerca di Maria.
- Alcolismo: Piaga molto presente nel romanzo e acutamente denunciata, l'alcolismo è caratteristica peculiare di tre personaggi: Laide, Pataclè e l'abate. Laide è descritta come una donna buona e corretta, ma la dipendenza dalla grappa adombra fortemente il suo personaggio, rendendola assente e colpevole di essersi indebitata fino al collo. Pataclè, considerato la "pecora nera" del comprensorio, ha addirittura perso le sue connotazioni umane a causa dell'alcool; si comporta al pari di una bestia, escludendo ogni possibilità di dialogo con il prossimo e seminando terrore con le sue improvvise e violente incursioni. Più controverso l'abate Florèau, che seppur viene ritratto molto negativamente all'inizio, e visto da Aristide come simbolo della degenerazione religiosa, una volta morto viene rivalutato, dal momento che si scoprono le sue ammirevoli attività benefiche.

## Costanti
- Uso dell'io narrante
- Ambientazione provenzale
- Ragazzino abbandonato
- Luogo misterioso al di là di una collina e di un ponte
- Simbolismo della natura
- Casa
- Solitudine
- Malattia grave di un ragazzino esposto alle intemperie
- Sogno, visioni, allucinazioni, immaginazione
- Ragazzina inafferrabile